# سيمون هينوود
سيمون هينوود (بالإنجليزية: Simon Henwood)‏ (ولد، 31 مارس 1965 في بورتسموث، إنجلترا) هو فنان البريطاني، كاتب عمومي، مخرج أفلام ومخرج فيديوهات مصورة. اكتسبت هينوود الأهتمام أولاً ككاتب للأطفال وفي وقت لاحق للوحاته المستوحاة من فترة المراهقة، وكذلك الجمع بين «الظلام والهيب معاً». ومن المعروف عنه أنه أخرج أغنية كانييه ويست «تأمين الحب» وكونه القوة الخلاقة وراء حملة ألبوم ريانا المقدر آر. هينوود في علاقة مع الأيرلندية كاتبة الأغاني ميرفي روزين.

## روابط خارجية
- سيمون هينوود على موقع ميوزك برينز (الإنجليزية)